# آگوتی دمگاه‌سیاه
آگوتی دمگاه‌سیاه (نام علمی: Dasyprocta prymnolopha) نام یک گونه از سرده آگوتی است.